# فرودگاه شهری وادنا
فرودگاه شهری وادنا  (به انگلیسی: Wadena Municipal Airport)  یک فرودگاه همگانی باربری  است که یک باند فرود آسفالت دارد و طول باند آن ۱۲۲۱ متر است. این فرودگاه در  کشور ایالات متحده آمریکا قرار دارد و در ارتفاع ۴۱۷ متری از سطح دریا واقع شده است.